# أحمد مالك الفتيان
أحمد مالك الفتيان الراوي (1945 - 2024) هو مؤرخ وعالم آثار وأستاذ أكاديمي عراقي، وهو من أساتذة التاريخ في جامعة بغداد، كما كرمتهُ كلية الآداب في جامعة بغداد بأن تحمل إحدى قاعات الدراسات العليا اسمه تثمينًا لعطائه وانجازاته.

## سيرته
كان أول تعينٍ له في دوائر الحكومة في 27 تشرين أول/أكتوبر 1969، وعمل أستاذًا لمادة التاريخ والحضارة في قسم التاريخ في كلية الآداب بجامعة بغداد، ثم حصل على شهادة الماجستير والدكتوراه، وحصل على اللقب العلمي (الأستاذ) عام 1991، كما حصل على لقب أفضل شخصية تدريسية لعام 1993.

## مؤلفاته
وضع عددًا من المؤلفات والأبحاث، منها:
- «دراسات في التاريخ القديم»، طبع في دار ابن الاثير في جامعة الموصل عام 1978.[2]
- «العهد الفرثي في العراق»، في ضوء تنقيبات قسم الآثار بكلية الآداب في جامعة بغداد في تل أسود عام 1975.
- «سبع سنوات في تل أسود»، في جامعة بغداد عام 1979.[3]
- «نظام الحكم في بلاد وادي الرافدين»، في بغداد عام 2018.

ولهُ مقالات عديدة وبحوث منشورة في مجلتي كلية آداب بغداد والمجمع العلمي.

## وفاته
توفي في بغداد بتاريخ 16 شباط/فبراير 2024 ميلاديًا الموافق 7 شعبان 1445 هجريًا، عن عمرٍ ناهز 79 عامًا، وأقيمت صلاة الجنازة عليهِ في جامع برهان الدين ملا حمادي ودفن جثمانهِ في مقبرة الكرخ الإسلامية ببغداد.

## روابط خارجية
- أحمد مالك الفتيان على موقع أرشيف الشارخ